# Kedamullur, Virajpet
Kedamullur là một làng thuộc tehsil Virajpet, huyện Kodagu, bang Karnataka, Ấn Độ.